# 風船

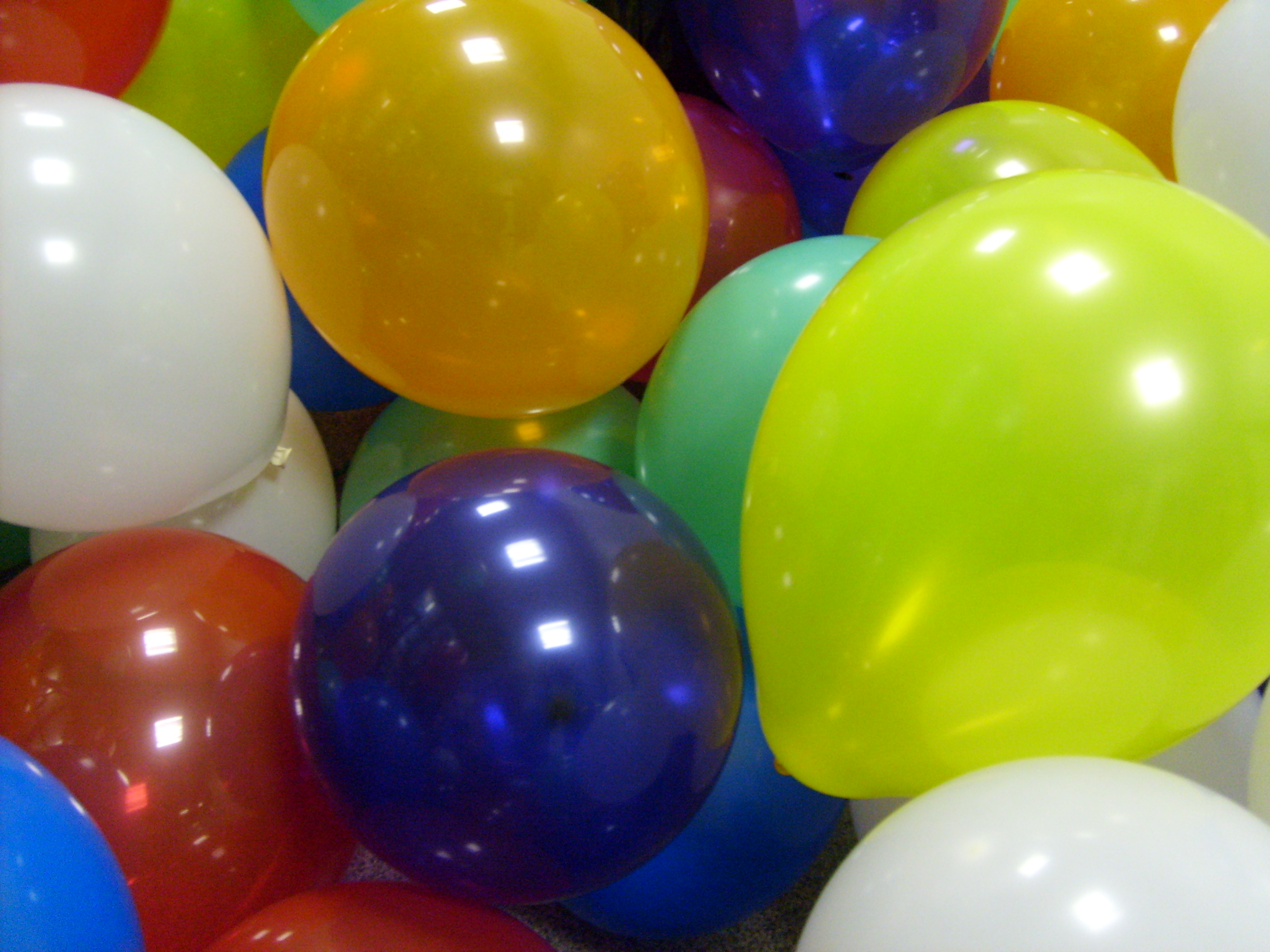
最も一般的なラウンド型のゴム風船

風船（ふうせん、Balloon、バルーン）とは、ゴムや紙、ビニールなどで作られた袋の中に気体を入れて膨らませて使われる玩具である。気体が水素やヘリウムといった浮揚性のあるガスの場合には、さらに持ち手となる糸やリボンを装着することがある。
風船は玩具のほか、販促(PR)、ギフトやイベントなどのバルーンデコレーション・風船飛ばし（バルーンリリース）、スポーツ応援（ジェット風船、チアスティック）、大道芸を含むバルーンアート、手品、科学実験イベント、風船バレー・風船割りなどのレクリエーションスポーツや遊戯施設、食品包装、医療分野などに使われているが、もっとも用途が広いのはゴム製の風船である。
また、風船の同義語として用いられる気球という名称がある。日本語では、「風船」は玩具としての気球を表すことに対して、「気球（ききゅう）」は気象観測用ゴム気球やアドバルーンと呼ばれる気球広告、乗用の熱気球など、より実用的な用途のものに対し用いられることが多い。
風船を使ったギネス世界記録認定種目は多数存在する。
なお、日本の大正や昭和期の文学作品に登場する「風船玉」という言葉は現在のゴム風船のことである。

## 風船の種類
現在「風船」を示す場合、「ゴム風船」か「マイラーバルーン」を示す場合が多い。

### ゴム風船
ゴム風船とは、天然ゴム（ラテックス）を原料に作られた伸縮性の大きい風船の総称で、バルーン業界では　ラテックス風船・ラテックスバルーン(Latex balloon)・ラバーバルーン(Rubber balloon)と呼ばれることが多い。

#### サイズ
ゴム風船のサイズは日本国内に出回るバルーンアート用をはじめとするゴム風船の多くが海外のバルーンメーカーのブランド製品が多用され、また多くが製造拠点も海外にあることから、吹後の横幅をインチ（1インチ=2.54センチメートル）単位、また大型の風船はフィート（1フィート=30.48センチメートル）単位でヤード・ポンド法表記されることが多い。また一部の日本製の風船は「号」「寸」「丸」や「二寸六分」「千丸」など独自のサイズ規格で表記される。なお小口で市販されるパーティーグッズ用の商品にはセンチメートルなどメートル法単位でも表記されるが、玩具用途の商品ではサイズ表記も無いことも少なくない。
市場には9インチ(約23センチメートル)から11インチ(約28センチメートル)程度の大きさの風船が最も出回っている。しかし商品に明記されるサイズはあくまでも目安である。それは市場に出回る数多くのゴム風船は現在では風船型の浸漬をはじめ多くの工程を機械化したオートメーションで製造されるが、各メーカーごとに風船の製造法が異なることや、着色や加硫に必要な加熱の時間を短縮させるために入れられるゴム添加剤の配合が違うため、ゴム膜の厚みや伸張率、膨らましやすさなどゴム風船の特性に少なからず影響を与え、さらに製品には経年変化による劣化の影響もあるからである。
また市場に出回ることは多くないが、ハンドメイド（手作り）で製造されるゴム風船もあり、同じサイズで納品される商品でもゴムの厚みなどにばらつきが出やすいが、一方でゴム風船の特性の微調整が可能で、幼児でも膨らますことのできる玩具の毛笛用風船は職人の手作りにより製造されている。（毛笛の笛は市販の強度のある風船に付け替えてもうまく音が出ない。）

破裂するゴム風船

ゴム風船は通常は規定サイズを超えて膨らませ続けると口元の方に向かって膨らみ洋梨状となり、ついには大きな音を出して破裂する。(洋梨上になった風船を「洋梨」という表現だけで使う人もいる。)また風船を針などで刺すとその穴から一気に破裂する。ゴム膜がはじけ飛ぶ運動は瞬間的であるため、高速度撮影（ハイスピードカメラ）の恰好の素材であり、また風船の破裂音はピストルの号砲音と共に単発音源にも使われることがある。
破裂
規定のサイズを超えて膨らませると破裂することがあるが、風船のサイズが大きくなるにつれて、破裂時の音も大きくなる。

#### 色
ゴム風船の色についてはバルーンアート用途の商品において特に種類が多く、その質感から次のように大別されるがメーカーにより呼称も違うことがある。
またメーカーにより独自のバリエーションのカラーシリーズが設定されていることもあり、同じメーカーの同じ色の銘柄であってもカラーシリーズの違いにより色感が違うことも多い。
- スタンダード・カラー - ベーシック・カラーともいわれる単純色。膨らましても光の透過性が低い。
- ジュエル・カラー - クリスタル・カラーともいわれる。膨らませると光の透過性が高くなる。またダイアモンドクリアのように透明に近いものもある。
- パール・カラー - 真珠の表面のような細かな粒状感がある。高級感が出ることから、結婚式の装飾でよく用いられる。金属質の光沢の強いものはメタリック・カラーともいわれる。上記のものと比較してゴムが硬めである。

ほかにも、マーブル（大理石模様）、アガット（メノウ模様）や後述のパンチバルーン（羽衣風船）のように複数の色の液体が絡み合ったようなデザインの商品もあり、こちらは風船の型を複数のゴム液に浸漬して製造される。またヨーヨー風船に描かれた不規則な曲線模様は、半製品の付いた風船型を着色したゴム液に回転させながら垂らし落とすことにより製造される。
なお複数の色の商品を詰め合わせた商品はアソート（アソートメント）と呼ばれる。
そのほかオリジナルの動物の漫画の書かれたマンガ風船をはじめ、規則的に水玉や星など配置したものや地球儀などバルーンアートや装飾に多用されやすい柄、誕生日、季節行事、周年行事、結婚式などで汎用的に使いやすいデザインを印刷した出来合いの印刷風船はプリントバルーンという。
プロ野球球団の名入りジェット風船やアニメなどの著名なキャラクターなどが印刷されたものは各団体や玩具メーカーのグッズとして市販されている。（企業名などのオリジナル印刷の風船については名入れ風船についての項を参照。）

#### 耐久性

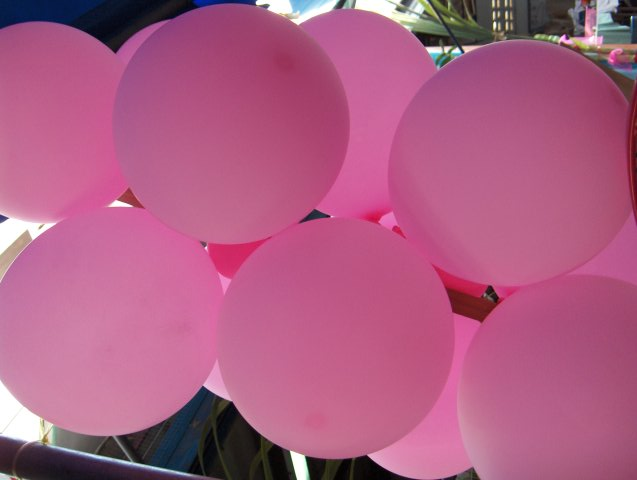
屋外に展示し時間が経過したゴム風船。表面につやがなくなっている。

ゴム風船は膨らまし、しぼませることを数度繰り返すとゴム膜が伸びやすくなり、新品の風船より大きく膨らませることができるが、耐久性は低下する。また膨らませたゴム風船を屋外の直射日光や排気ガスなど煤煙や塵埃の多い場所やエアコンなど通風の多い場所に放置すると、紫外線や酸化のほか塵埃の付着などでゴム膜の劣化が早まり、膜のつやや光沢、透明感を失い色が白みがかり破裂することがある。そのほか直射日光や強い照明による熱で風船の中のガスが膨張し破裂を引き起こすこともある。

#### 種類

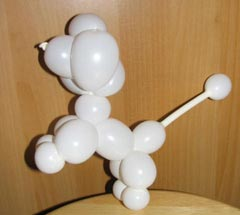
ツイストバルーンによるバルーンモデリングの一例

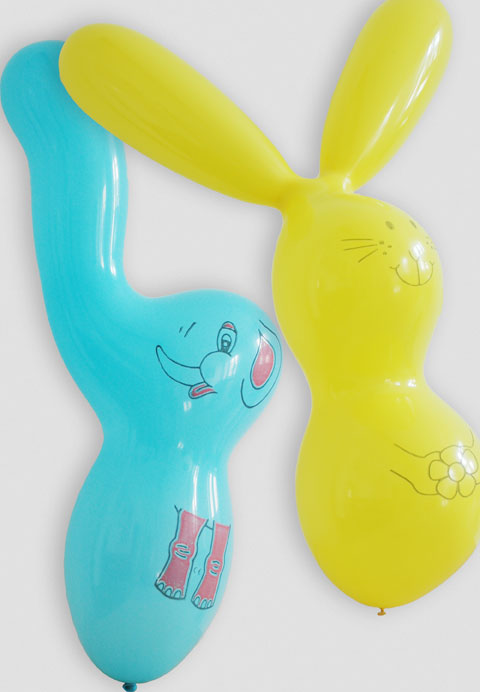
シェイプバルーンの一例

ラウンドバルーン
ラウンドバルーン(Round balloon)とは、もっとも一般的に市場に出回る形状の丸いゴム風船の総称。楕円球体や水滴状の物や、球体のもの。葉巻形状や長楕円体の飛行船（ブリンプ）形状のものなど多くの種類がある。
ツイストバルーン
ツイストバルーン(Twisted balloon)とは、「マジックバルーン」（宝興産）、「ペンシルバルーン」（鈴木ラテックス）のほか、造形物に動物が多いことから「どうぶつふうせん」とも呼ばれるバルーン造型に多用される細長いゴム風船のことで、球体でないことからノンラウンドとも呼ばれる。
ツイストバルーンにも種類があり、膨らました時の太さと長さを3桁の数字で表記されることが多い。（「260」は太さ2インチ、長さ60インチとなる。）　またツイストバルーンには、リンゴの茎のような突起を持つ商品リンゴ風船「320」や黒く細い突起を持つ商品ビーボディ「321」のほか、緩やかに先端が細くなる特殊形状をもつ商品もあり、造型の可能性をさらに広げている。
ツイストバルーンは一般のゴム風船よりも膨らます際の空気圧が高く、大道芸人には口で膨らませることができる人も多いが、普通はバルーンポンプで膨らませることが多い。ツイストバルーンは大道芸などで多用され、空気を入れた物をねじり曲げて動物などの形を作る。このようなツイストバルーンで物体を形づくるバルーンアートは「バルーンモデリング」(Balloon modeling)やバルーンスカルプチャー(Balloon sculpture) とも呼ばれ、ピエロ（クラウン）や大道芸人(ストリートパフォーマー)、ホスピタルクラウン、一部の若手芸人や芸能人の基本的な習得芸のひとつとなっている。また民間でも学校の学園祭の出し物や、NPO法人・ボランティア団体や一般企業参加のイベントの出展ブースの配布サービスや販売店の来店者サービスなどで無料で配布されることも多く、基本的なバルーン芸として日本でも認知されている。
リンコルーン
リンコルーン(LINK-O-LOON™)とは、南米コロンビア・センペルテックス(Sempertex)が販売するラウンド型（球形）のゴム風船のてっぺんにゴムチューブのようなひもが付いた形状のゴム風船。ひも部分は膨らまないため互いの風船の口とひも部分を結ぶことで、風船を数珠つなぎにしたバルーンデコレーションを容易に製作することができる。
変形風船
変形風船(Shaped balloon)とは、ゴム風船の特殊形状のものでシェイプバルーンとも呼ばれる。5連玉状の花型のブロッサム型・ドーナツ型などの穴のある物、ハート型、雪だるま型やウサギなどの耳をかたどり顔を印刷した耳付き型をはじめ多くのバリエーションが存在する。
これらは風船の形状からゴム膜の一部に力学的負担の大きい部分が存在するため、従来の球型（ラウンド）よりも規定サイズ内で破裂する率が高く、耳付きの物は膨らます際にもテクニックが必要なことも多いが、変形風船は世界的に人気がある。
日本の千葉県浦安市にある東京ディズニーランド（現在の東京ディズニーリゾート）では、開業以来キャラクターをあしらった耳付のゴム風船が、東京ディズニーリゾート内の日本初のディズニーホテルであるディズニーアンバサダーホテルが開業する2000年（平成12年）7月まで販売が行われ、以後ディスニーキャラクターの入ったマイラーバルーンに販売が切り替わっている。
ジャイアントバルーン
ジャイアントバルーンとは、ラウンド型（球体）の大型のゴム風船のことで、一般的なサイズのバリエーションは吹後の直径が75 - 180センチメートルで巨大なものになると数メートル以上となるものもある。(17フィートの風船もある)バルーンデコレーションのほか、中に風船をたくさん仕込みスパークバルーンのアトラクションや、膨らました風船の中に人が入る風船人間(Balloon man)のパフォーマンスにも使われることがある。世間ではこのジャイアントバルーンとともにゴム気球（気象観測用ゴム気球）は俗に巨大風船といわれる。巨大な風船を破裂させると爆発音に近い大轟音を伴うほか、風圧の威力は家具を吹き飛ばすほどのものとなるため危険である。
ジェット風船
プロ野球の応援でラッキーセブンや試合勝利の時に観客が空気を入れたものを一斉に手放し、雰囲気を盛り上げることが多い（ラッキーセブンや試合終了時以外に放出すると、試合の妨害により退場させられる事もあり得る）。
パンチバルーン
パンチバルーン(Punch ball balloon)とは、直径30 - 40センチメートルの大きさに丸く膨らむ大型のゴム風船で、通常は風船に付いたゴムひもを手に持ち突いて遊ぶ。パンチバルーン用の風船で太いゴムひもが取り付けられている物は口元の一部に少し大きいふくらみを持ち、膨らました後に口元をたたんで風船本体に押し込むことができ、口を結ぶ必要がない。また羽衣模様のものは羽衣風船やピーコックバルーン(鈴木ラテックス)と呼ばれるがこちらは口元を結んだ後にゴムひもを付けて同様に遊ぶことができる。
バルーン玩具
バルーン玩具として、ゴム風船から空気が抜けるときの力を利用する玩具には先述のジェット風船のほか、長いストローの先のリード（笛）に薄いゴム風船を付けて空気が抜けるときに笛を鳴らす毛笛。9の字状に口が突き出ていて空気が抜けるときに音を出しながら自ら回転するくるくる風船。クッションなどに忍ばせた空気を入れたゴム袋を圧迫することで袋の口のばたつきによりバズ音を発生させるブーブークッション。吹き出す空気の力で模型の車や船を走らせるバルーンカーや風船ボート。吹き出す空気でプロペラを回して飛ばすバルーンヘリコプター、パイプ状のゴム袋に水とグリセリンを入れ、どじょうのように手でつかみにくく作られた感触玩具つるべえなどの風船玩具が古くからある。またパーティーゲームのグッズとしても風船ラシアンルーレットをはじめ、各種販売されている。

### ガス風船

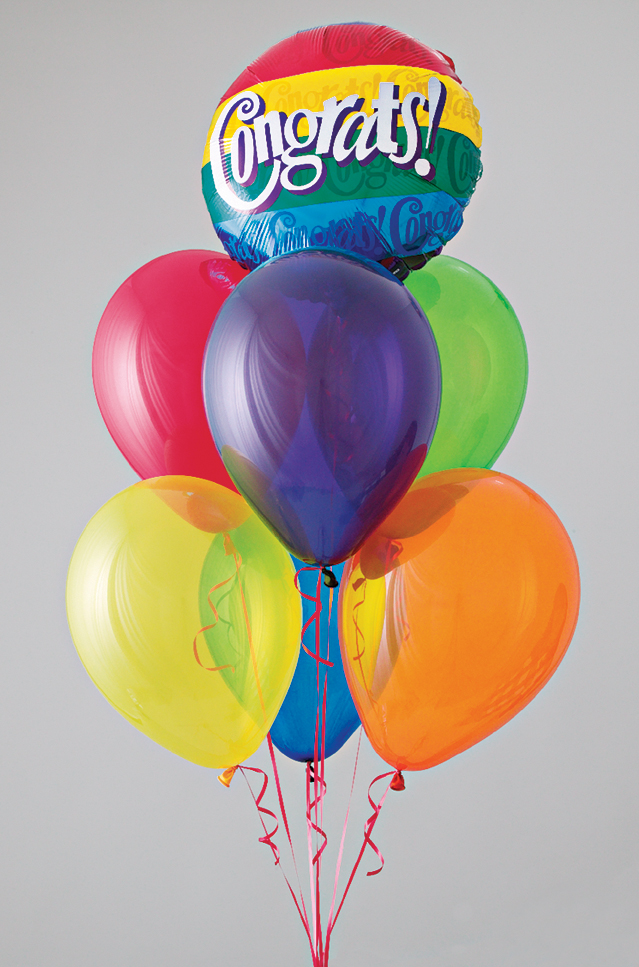
ガス風船

ガス風船とは、一般には浮揚性のある水素ガスやヘリウムガスを注入したゴム風船やマイラーバルーンのこと。
日本では昭和末期までは風船配布や風船飛ばしに水素ガスが用いられることが多く、水素を入れたアドバルーンやガス風船が爆発事故を起こすことは珍しくなかった（1953年の銀座チョコレートショップ爆発火災など）。水素を入れた理由として、ヘリウムガスより水素ガスのほうが浮きやすく、日本は国内でヘリウムを産出できず高価な一方で、石炭ガスなどから精製できる水素ガスが安価だったことがある。しかし現在では引火による爆発の危険を排する目的から、業界内の自主的規制により特別な事情がない限りヘリウムガスが使用される。
ヘリウムを入れた浮く風船は、デパートの催事や遊園地などで子供用の玩具として配られたり販売されることが多い。ヘリウム入りの風船を膨らまし配布する作業を効率よく行うためにひもやリボンの付いた風船用資材が多く作られており、風船の口を巻き付けて固定するプラスチックや紙製の止め具をクリップ、ゴム風船の口にはめた状態でガス注入ができる逆止弁付きの止め具をバルブと呼ばれ、このクリップやバルブを用いたヘリウム入り風船の配布は数多く行われている。
配布用のゴム風船は球形（ラウンド型）では9インチや11インチのサイズが一般的。なお7インチや5インチなどの小さいサイズの風船は、風船に入れるヘリウムガスの浮力が風船自体の重さに負けて浮かないため浮揚目的では使用されない。
ガス風船には浮力があり、球状の風船本体のみでは扱いにくいため、持ち手となる糸やリボンが取り付けられることが多い。風船棒と呼ばれるプラスチック製の棒が取り付けられることもある。また、子供などが誤って空に飛ばさないように、浮力を相殺するだけの重量のおもりが取り付けられることもある。後述するが、特にマイラーバルーンでは、素材が生分解されないために、ほぼ必ずといっていいほどおもりが装着され、リリースされることを防ぐようになっている。
ゴム風船にヘリウムを充填すると時間の経過とともに、ゴム膜の分子の間からヘリウムが抜けていき、やがて浮力を失いしぼんでくる。以下に、ヘリウムガスを充填したラウンドバルーンの浮力、ガス量、浮揚時間の目安を示すが、ゴム風船のガスの抜けやすさは注入するガスの種類によっても異なる。
| 直径                        | 浮力  | ガス量      | 平均浮揚時間 |
| --------------------------- | ----- | ----------- | ------------ |
| 9インチ(23センチメートル)   | 5.67g | 7リットル   | 6 - 8時間    |
| 11インチ(28センチメートル)  | 9.92g | 15リットル  | 10 - 12時間  |
| 16インチ(41センチメートル)  | 34g   | 42リットル  | 20時間       |
| 3フィート(91センチメートル) | 339g  | 425リットル | 3 - 5日間    |

上記のゴム風船の浮揚時間はゴム膜のガスバリア性を高めるコーティング剤の使用や、ガスバリア性の高いフィルムバルーンの中にゴム風船を入れて膨らませるインサイダーバルーンの手法により伸ばすことは可能である。ヘアスプレーを膨らませた風船の表面に吹きかけるのも、浮楊時間を延ばすのに効果がある。
ヘリウムガスを注入する方法としては、主に以下の方法がある。
- ヘリウムガスボンベのレンタル - ガス会社やイベント業者、バルーンショップなどからヘリウムガスボンベをレンタルをする。ボンベにはガス容量500 - 7000リットル入りのものがある。基本的にボンベ内のガスだけの販売であり、店舗によりボンベ容器の返却期限（多くは30 - 90日）が定められている。ヘリウムガスボンベはガス風船を多く必要とする販売店の風船配布や各種イベントで用いられる。
- 使い捨てヘリウム容器 - バルーンタイムなどの再注入不可能な容器に注入されたヘリウムガスを購入し使用する。120 - 400リットル程度のガス容量のものが市販されている。容器も購入するため容器の返送は不要であるが、容器の廃棄の対応も必要である。バルーンショップ（夢ふうせんなど）によっては使い捨て容器ではなくガスバリア性の高い袋（60 - 120リットル）に注入し販売も行われる。
- スプレー型ヘリウム缶 - 風船のえさなどとも呼ばれ、ガス容量8.6リットル入りの使い捨てスプレー容器（英語版）にヘリウムガスが入れられており、ガスの抜けたマイラーバルーンのガスの補充に使用する。ガス圧が低いのでゴム風船を膨らませることはできない。ガスの成分が違う変声ガス[14]容器に見た目が似ているため購入には注意が必要である。
- バルーン持ち込み - ガス会社やバルーンショップ、ヘリウムガス注入のサービスを行う販売店に風船を持ち込み、ガスを注入してもらう。

なお、日本には無人でヘリウムガスを風船に自動的に注入し販売する自動販売機があり、ゴム風船を販売するファンキーマルーン（池本車体工業）、マイラーバルーンを販売するアルミバルーン完全自動販売機（ハンダ）などがある。
2012年には、世界的なヘリウム供給不足が発生した。原因は、アメリカでの設備トラブル、新興国での需要増などが考えられている。このため、東京ディズニーリゾートでは2012年11月21日からパーク内でのヘリウム風船の販売を休止した。

### 水風船

落下に伴う水風船の破裂

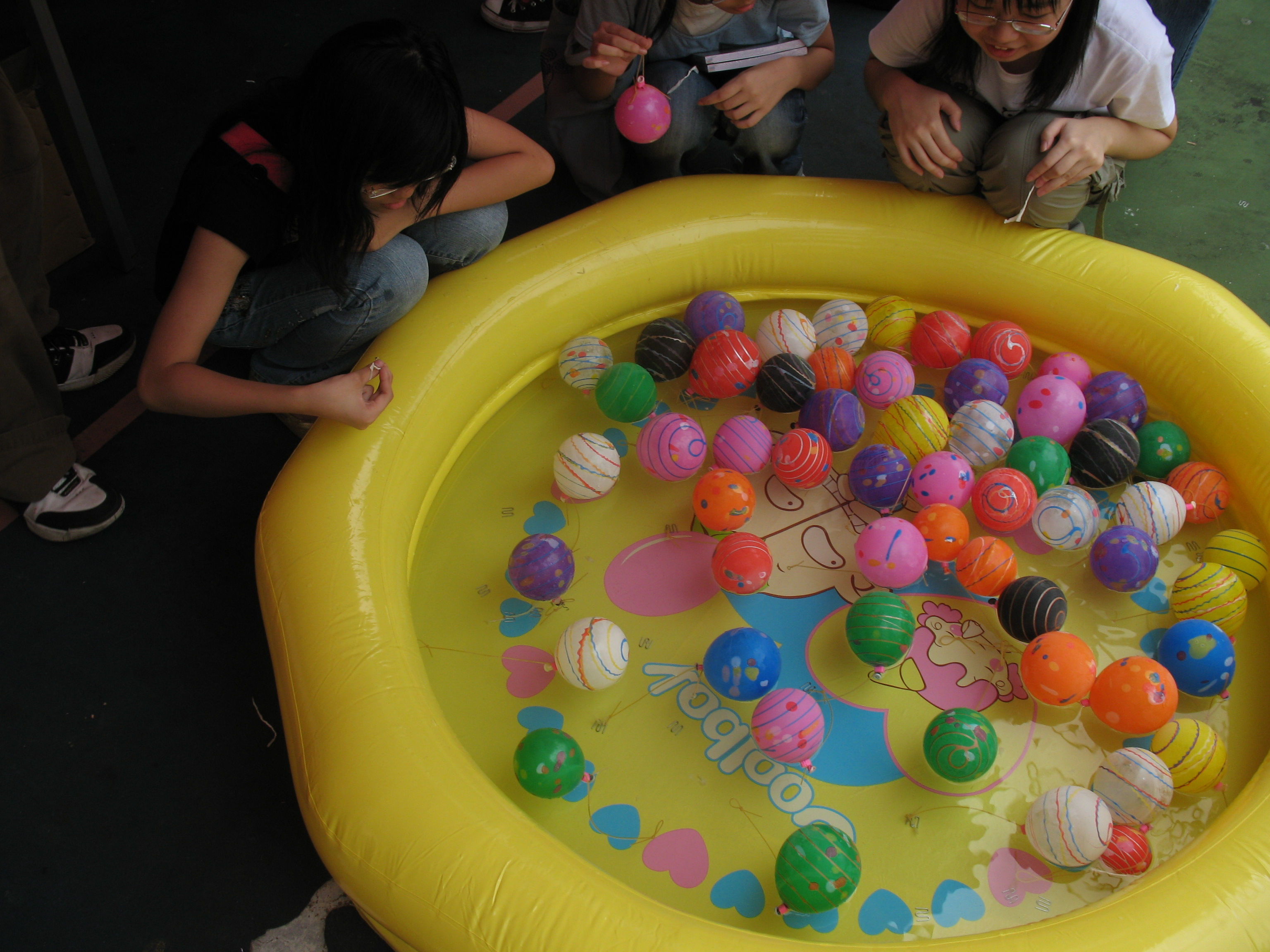
ヨーヨー風船釣り

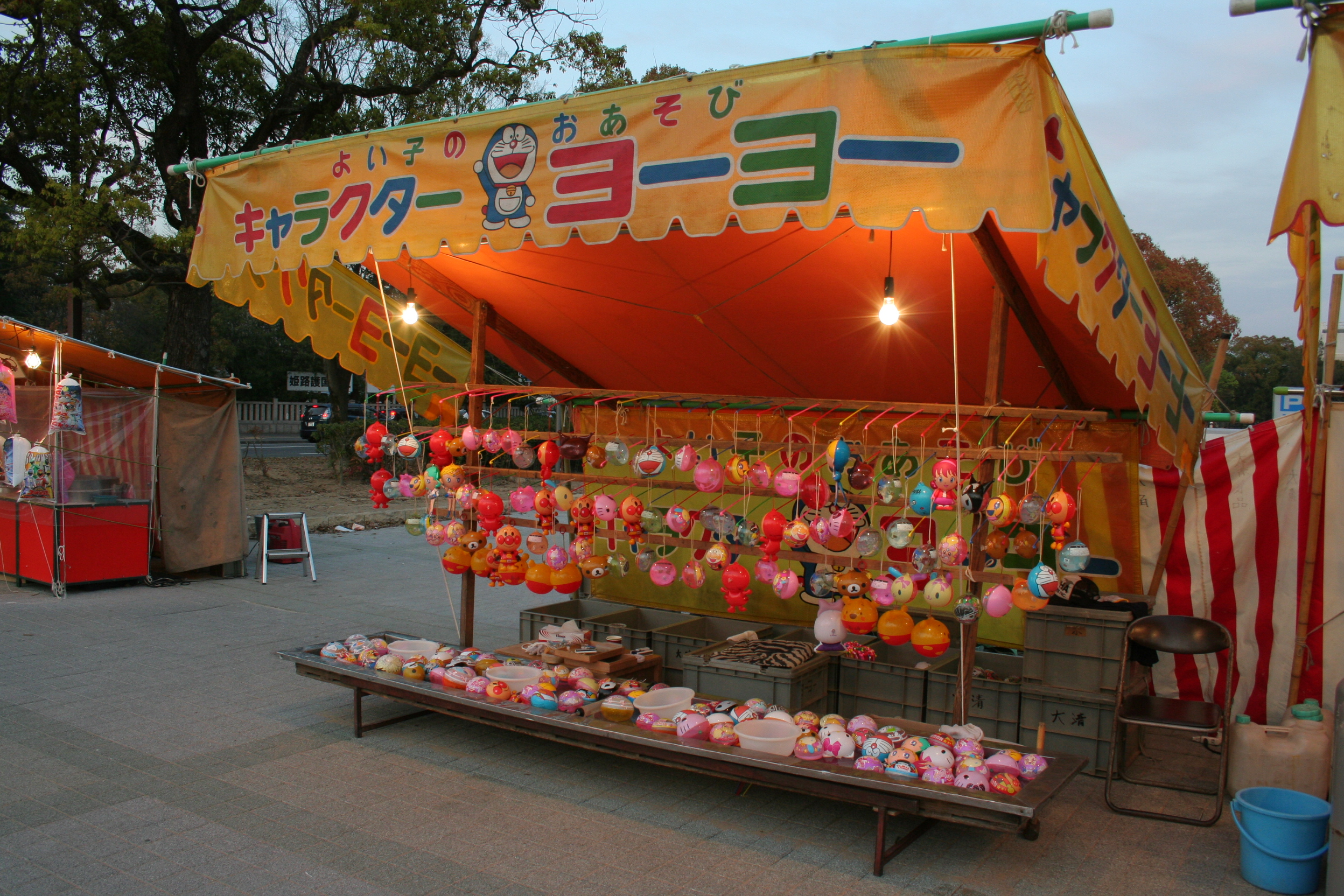
キャラクター ヨーヨー

水風船とは、水を入れて使う用途に使われるゴム風船および水を入れた風船の総称である。一般に水を多く入れた風船は落下させるなど衝撃を与えると大きく変形し破裂しやすい。またアイスクリームやようかん、プリン、豆腐などを入れる食品包装用のゴム風船もある。ヨーヨー風船には塩化ビニール製、熱可塑性エラストマー(TPE)のものも登場している。
ヨーヨー風船
ヨーヨー風船(Yo-yo balloon)とは、厚手の小さいゴム風船に水とともに空気を入れ、糸ゴムを結んで手で突いて遊ぶ玩具。別名:水ヨーヨーなどとも呼ばれる。
ヨーヨー風船を作るには幼児用プールに水を張って、その中で製作するのが一般的で、風船は手押しポンプでプールの少量の水とともに空気を入れて膨らませる。糸ゴムは風船の口を縛るのにも使われるが作業にはテクニックが必要であり、らくらくパッチン（鈴木ラテックス）などの結束装置と風船と糸ゴムを固定する結束パーツの利用により、児童でも簡単にヨーヨー風船を製作することが可能になった。
ヨーヨー風船はイベントや祭りの屋台では定番の玩具だが、そのまま販売することもあれば、W字かぎの付いたこより紙でヨーヨー風船を釣り上げる「ヨーヨー釣り」という屋台で取り扱うこともある。
ヨーヨー風船はゴム製では従来の不規則な色彩の渦巻き模様のほか、蛍光色の商品や、透明感がありデザインのきれいな商品も登場している。また塩化ビニール製も子供に人気のキャラクターのデザインのものが登場。
そのほか熱可塑性エラストマー(TPE)で作られ、振動で内蔵の発光ダイオードが発光する密閉型のウニボールヨーヨー(puffer ball)なども登場し、製品に多様性が出てきている。
水玉風船
水玉風船(Water balloon)とは、水道の蛇口などにはめて水で膨らませた風船を物体に投げつけて割る、水遊び用の小さい薄手のゴム風船のこと。風船の口を広げると蛇口の小さい公共施設の水道の蛇口のサイズに適合し、風船は片手で持ちやすい300ミリリットルほどの内容量を持つ。雪合戦ならぬ水合戦として遊ぶことができる。いたずらなどに使われることもあるが、日本国内では水風船競技大会も開催されるようになった（水風戦）。
食品用ゴム容器
食品用ゴム容器とは、不二ラテックスなどが取り扱う水風船の特性を食品容器に利用したゴム製の容器のこと。アイスクリームを容器に詰めて、ゴムの突起物の一部に穴を開けて内容物を吸って飲むたまごアイスや、爪楊枝などを刺して割って開封する玉羊羹という和菓子などがある。

### マイラーバルーン

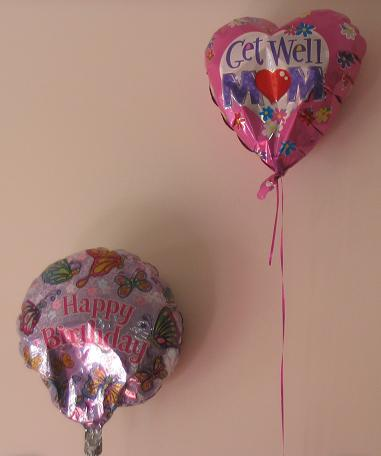
マイラーバルーンの一例

マイラーバルーン(Mylar balloon)とは、ポリエステル・ポリエチレン・ナイロンなどの素材にアルミニウムを蒸着させたフィルムに逆止弁を付けて貼り合わせたバルーンのこと。
マイラー(Mylar)は米国デュポン社の強化ポリエステル(PET)製フィルムの商品名であるが、視覚的に金属質の光沢があることから別名UFO風船・アルミ風船・メタリック風船（メタリックバルーン）・フォイル風船。あるいはそれらの名称の「風船」を「バルーン」と読み替えた名称でも通用するほど多くの名称が使われている。
その一方でアルミニウムを不使用のマジカラー(MagiColor)やガスバリア性の高いCRフィルムを使用したCRバルーンといわれる光透過性マイラーバルーンも登場している。現在では露店販売を含め、主に販売向けの風船としてゴム風船に代わり取り扱われることが多くなった。
マイラーバルーンはゴム風船に比べ表面の印刷に自由度がある。また形状も、基本的には楕円体のものが多いが、ハート型や、ドルフィンの形状のバルーンをはじめ、ビーチボールやスイカなどのデザインの正球体のものや人気キャラクターの形状に近い複雑な形状のバルーンを製作しやすく、サイズも大型化が容易というメリットがある。
フィルム素材もゴム風船に比べヘリウムガスが抜けにくいのが特徴である。ヘリウムガスをゴム風船に入れると浮揚時間は1日も持たない場合が多いが、マイラーバルーンでは種類によっては数ヶ月持つ場合もある。マイラーバルーンのフィルムにはクラレのエバールや米・東レプラスチックのLumLifeなどのフィルム素材が使われることが多い。
マイラーバルーンには通常はおもりを付けて飛ばないようにする。これは生分解性が低く風船飛ばし（バルーンリリース）に向かないことに加え、導電性のアルミニウムを蒸着したマイラーバルーンは電線や電車の架線に近づくことによりショート事故が起きると、電気系統や交通機関の障害で多くの利用者に影響を及ぼすからである。
マイラーバルーンにはこのほかにも、空気を入れて使う大小様々なマイラーバルーンやスティックバルーンが多数販売され販促などに用いられているほか、動物の散歩に見立てたお散歩バルーン(S.A.G.BALLOON)やラジコン飛行船(タカラなど)、ヘリウムガス入りのレクリエーション遊具ホバーディスクなど様々な商品が販売されている。
Tバルーン
Tバルーンとは、宝興産が開発した特殊透明フィルムでできた透明性の高いフィルムバルーンの商品名のこと。ガスバリア性の高いエバールが使われているため浮揚時間が長く、弾力性にも富むため膨らますと通常のマイラーバルーンに比べて、より丸みを帯びた形状を持つ。
バルーンを重ねて入れるインサイダー・バルーンに使うタイプのものは、通常は中にハート型などの小さいゴム風船等を入れて膨らまし、注入口を電熱線などで封止する作業が必要である。またあらかじめ人気キャラクターなどのデザインのシェイプバルーンを内蔵したものもあり、ガス注入用の逆止弁が中と外のバルーンそれぞれにあるので、ヘリウムガスの補充が容易である。 類似の商品に米パイオニア社Qualatexブランドの「Deco Bubble」シリーズがある。
4/B_R
4/B_R（フォー・ビー・アール）とはエス・エー・ジー・バルーンが開発したゴム風船のラウンドバルーン形状をしたフィルムバルーンのこと。ガスバリア性の高いCRフィルムを4面に貼り合わせて作られており、膨らますと一般的なゴム風船にみられる楕円球体となる。そのまま単体でガスを注入し使用できるほか、中にゴム風船を入れてインサイダーバルーンとしても用いられ、ゴム風船を入れた場合は1週間程度の浮揚時間をもつ。旧商品には球体に膨らむ4/B（フォー・ビー）という商品もある。
シューターバルーン
シューターバルーンとは、ポリエチレンなどの厚手のフィルムを貼り合わせて作られた逆止弁のある細長いバルーン。応援用スティックバルーンなどとも呼ばれる。口で膨らませる時は付属のストローを逆止弁に入れて膨らませる。
ジェット風船に代わる応援グッズとしてバレーボールの公式試合をはじめとする多くのスポーツイベントで膨らましたバルーン二本同士を叩いて応援に使われるほか、企業の販促・PRグッズとしても近年需要が高い。シューターバルーンの中には生分解性を持たせた商品「エコバルーン」（大和合成）も登場している。

### 紙風船

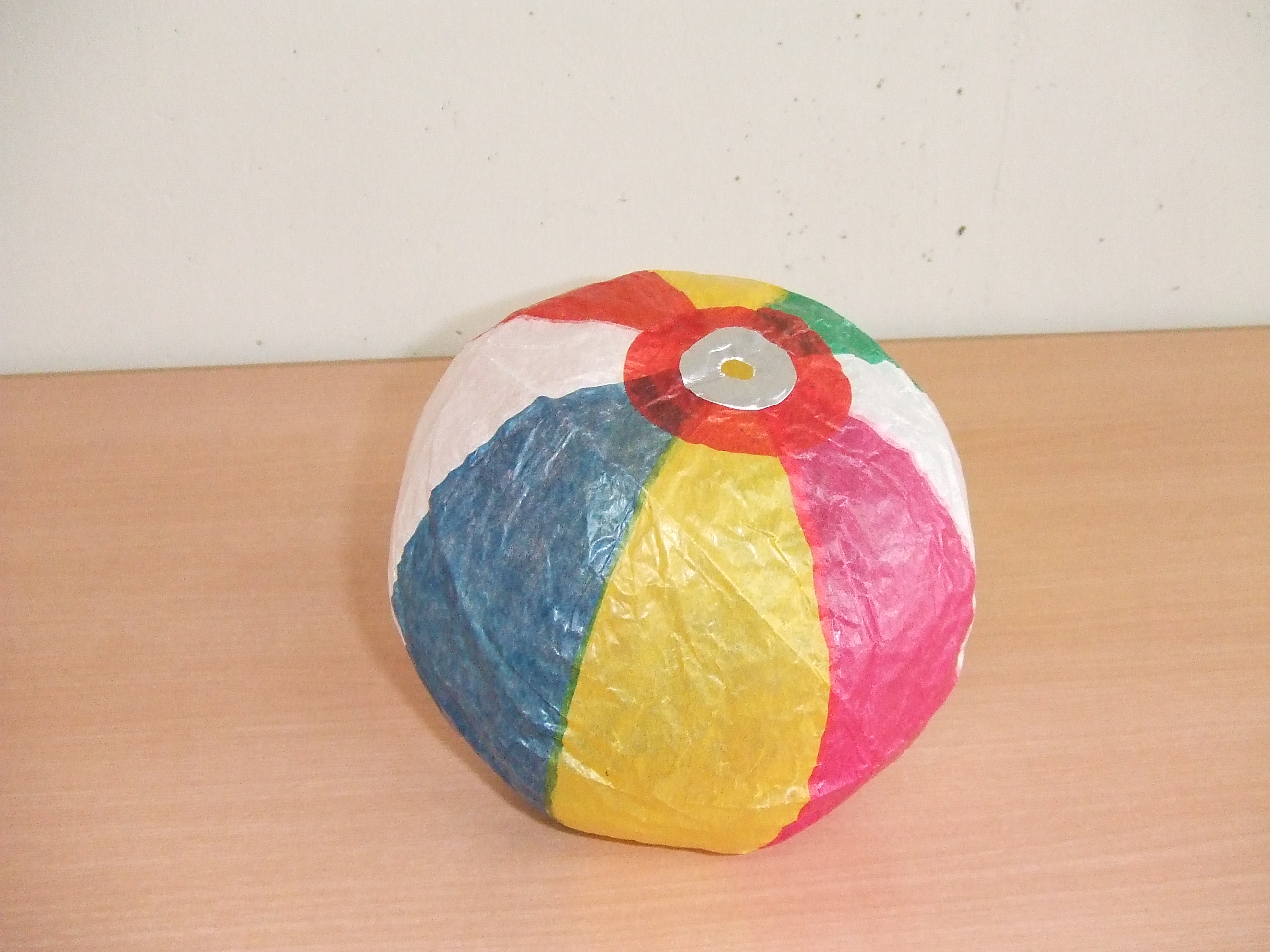
紙風船

紙風船とは、紙製の中空の玩具で空気を吹き入れて手で打ち上げて遊ぶ玩具の総称。角風船や紙手鞠などの紙風船はゴム風船同様、富山売薬をはじめ配置薬の行商人が子供におまけとして配ることがあった。紙などを原料とする環境風船もあるが、たいていはアトラクション用ではなくイベント参加者の手放しで行う風船飛ばし専用の風船である。
紙手鞠
紙手鞠とは、空気玉とも呼ばれ、花びら状の半透明なグラシン紙を球状に貼り合わせ、天地に丸い紙を貼り合わせた素朴な伝統的玩具。製法には手貼りと、樋状のつるの上で紙を貼り合わせるつる貼りがある。
天地の片方には空気穴があり、息を吹き入れて膨らませる。紙手鞠の中には花型の紙片や小さい鈴入りの商品も作られた。紙手鞠は日本の幕末に登場しているゴム風船に比べ玩具の歴史は浅く、1890年（明治23年）に東京上野など日本国内で興業が行われ話題となったパーシヴァル・スペンサーの風船乗り（曲芸師がガス気球で上空に昇り、パラシュートで飛び降りるパフォーマンスイベント）が話題となり、当時ゴム風船、紙製パラシュート（当時の名称は「紙風船」）、風船あられなどの便乗商品とともに1891年（明治24年）に「紙手鞠」などの名称で玩具が生まれた。
また1926年には野球関連グッズとして野球風船という六大学野球にちなんだ大学名のローマ字が刷られた紙手鞠も登場し、開場間もない神宮球場周辺で販売もされた[4]。普通は手で打き上げて遊ぶ玩具だが、手や棒などで叩き割るゲームに使われることもある。現在では日本では紙手鞠を製造する企業は非常に少ないが、金魚やふぐ、タコなどをかたどったオリジナルの紙手鞠も登場し市販されている。
角風船
角風船とは、雁皮紙などの薄い紙を貼り合わせて作られた四角い風船のこと。富山売薬では広告や漫画の刷られたものが配置薬の行商人が子供におみやげとして配られたが、角風船の張り手の減少とともにゴム風船にとって代わった[2]。
折り紙の風船
折り紙の風船とは和紙などの折り紙を折ることで作られる四角い風船のことで、折り紙のレパートリーとしては定番といえる物である。折り紙で作る風船の歴史的な文化は日本だけでなくヨーロッパにもある。
吹き戻し
吹き戻しとは、笛の付いたプラスチック製の吹き口の先に渦巻き状に丸まるくせの付いた細長い紙管が付いた玩具のこと。息を吹き込むと笛の音色と共に紙管が吹いた息により伸張し、止めると紙管が元に戻る。縁日などで息を吹き込む子供向け玩具として毛笛と共に知られている。
熱紙風船
熱紙風船とは大きい紙で作られた袋の口の中央に燃料などを付けた布などを固定して点火し、熱気球の原理で飛ばす風船のこと。中国、台湾では天灯、タイ王国ではコムローイと呼ばれ、アジアの祝祭行事に飛ばされることが多い。日本では秋田県仙北市（西木町上桧木内）で毎年2月10日に行われている上桧木内の紙風船上げの行事が有名である。

### 環境風船
環境風船とは、自然環境に放出した場合の影響を配慮して作られた紙や生分解性素材を原料とする風船の総称のこと。
1990年（平成2年）に日本で起きたゴム風船による風船飛ばしの自粛運動の影響から環境に配慮した風船飛ばし用の紙風船が誕生し、現在では紙に加えて生分解ポリオレフィンやオブラートを使った環境風船も開発され市販されている。
環境風船は一般にゴムとは違い素材の伸縮性は乏しく膨らました風船は機械的強度が弱いので、ゴム風船によるバルーンリリース用のネット（網）で大量に詰めると圧迫により破損することから、もっぱらイベント参加者の手放しや、専用ボックスによる風船飛ばしに用いられる。また素材によっては水溶性で水滴が付くだけで穴があくものがあり、保管場所に注意が必要である。一般にこのような環境に配慮した環境風船はゴム風船に比べ高価である。
環境風船はリレハンメルオリンピックと長野オリンピック、広島でおこなわれた1994年アジア競技大会では、鳩、折鶴、大会エンブレムなどの形の紙、生分解ポリオレフィン風船が放天された。長野オリンピックではその鳩型の生分解ポリオレフィン風船が信越、関東、東北など、国内各地に飛んだが、一個がアメリカカリフォルニア州ロサンゼルスで見つかり話題になった。

### 酢酸ビニル風船
酢酸ビニル風船とは、酢酸ビニル樹脂をアルコール類で溶解し、金属製チューブ容器に入れた風船玩具のこと。膨らませるには付属のストローの一片にチューブの内容物を丸く付けてストローに息を吹き込む。商品名に「ポリバルーン」（石原ポリケミカル工業）、「トラバルーン」（とらや）、「プラバルーン」（デビカ）などがあり、一般には玩具は商品名で知られている。酢酸ビニル風船は俗に風船玉と呼ばれることもある。

## バルーンの用途

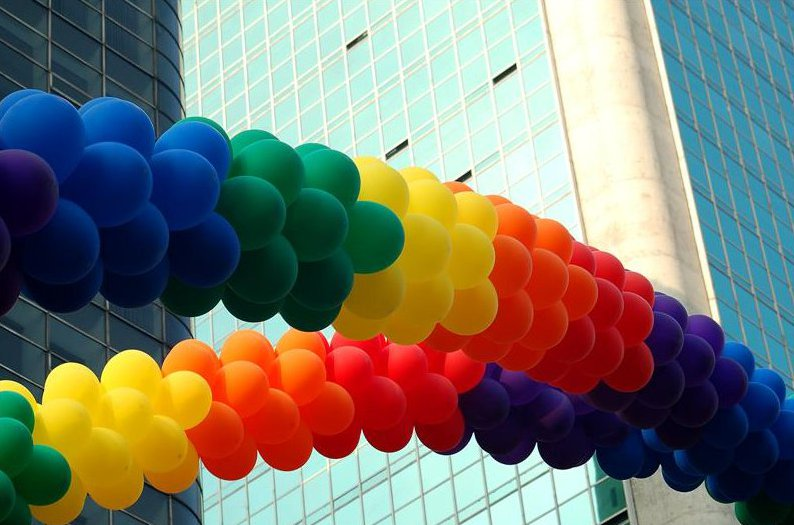
バルーンアーチの一例

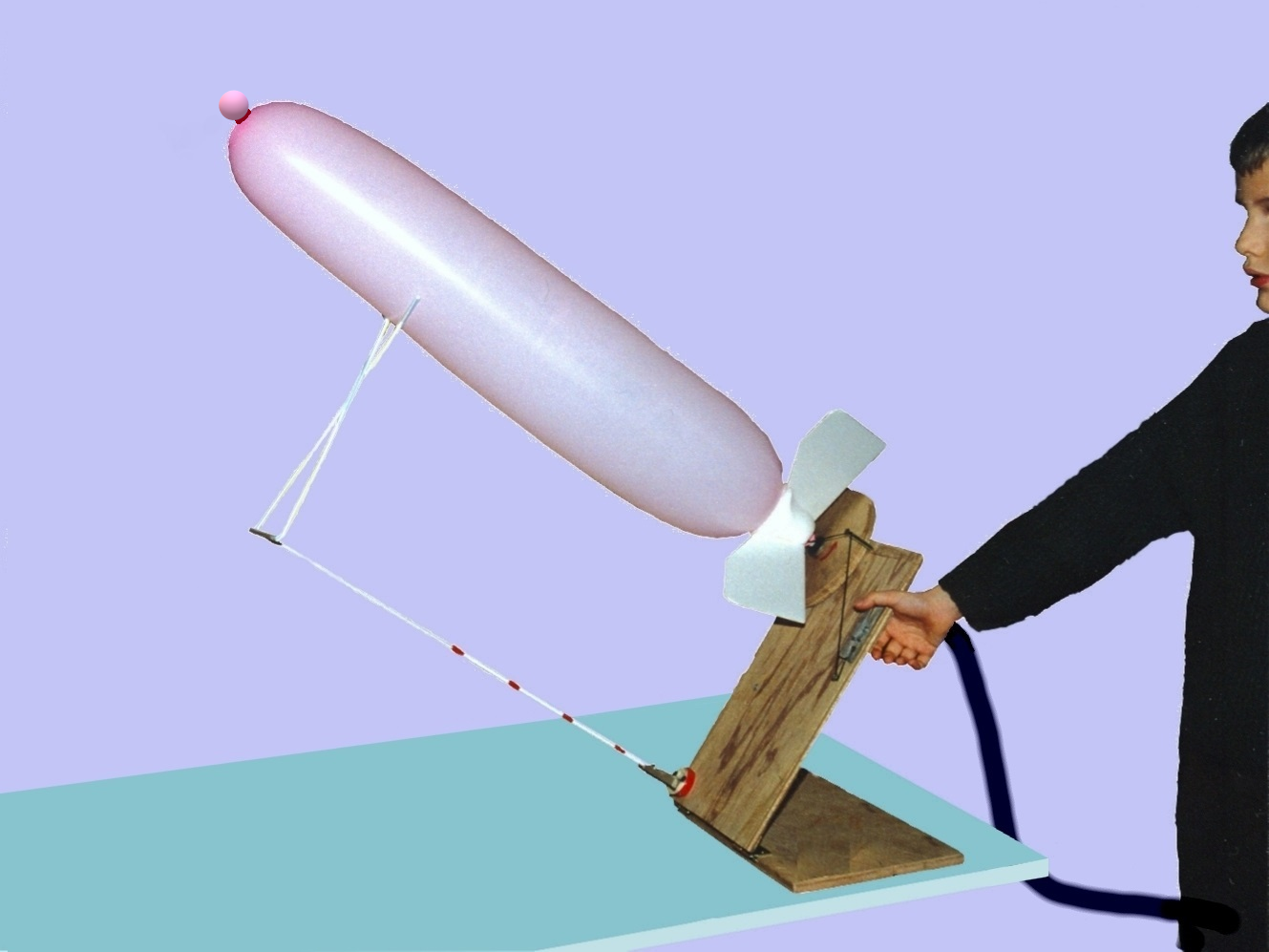
風船ロケット

日本ではゴム風船は玩具店をはじめ、百貨店・スーパーマーケットからコンビニエンスストアまでの幅広い分野の小売店の玩具・文房具・バラエティグッズ売場などで市販されているが、マイラーバルーンや、バルーンアート用途や縁日などで多用されるゴム風船は、バルーンショップなどの専門店でないと入手できないことが多く、インターネットによる通信販売が専門店により行われていることが多い。風船は玩具として、手でついたり、屋内で飛ばしたりして遊ぶ用途のほか、以下のような目的でも用いられている。

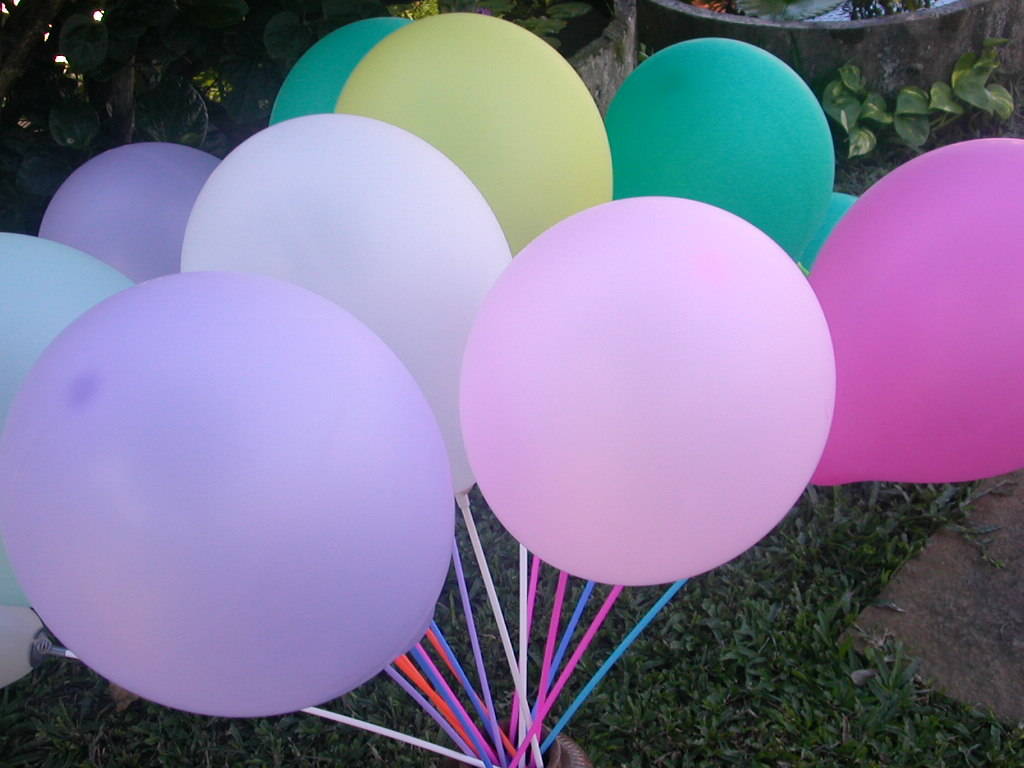
棒を付けた風船はサービス品として配布されることが多い。

販促・サービス用途
空気を入れた風船は販売店の装飾用途のほか、公共のイベントやスーパーマーケットや家電量販店などで風船プラ棒やバルーンスティックなどのプラスチック製の棒を付けたゴム風船は販売には用いられず、販促グッズとして配布されることが多い。一方で、富山の薬売りなどの配置薬の行商では子供に紙やゴムの風船がおまけのサービスとして配られた。
バルーンアート・バルーンデコレーション
日本ではツイストバルーンに代表されるバルーンアートが普及している。
また16インチ程度の透明なゴム風船の中にぬいぐるみなどの角のない物をクラッシーラップ(Classy wrap)などのラッピング装置で封入するバルーンラッピングという包装形態もプレゼントの装飾などに使われる。
このほかイベント会場の装飾用の一手法であるバルーン装飾（バルーンデコレーション）では、複数のバルーンを組み合わせるクラスターバルーンの手法としてゴム風船を4個組み合わせた4つ玉クラスターを基本に、それを3セット組み合わせて1つのかたまりにしたビーハイブや、4つ玉クラスターを規則正しく多数配置し作られるバルーンオブジェとしてバルーンアーチやバルーンポール、テグスに同様に多数配列したバルーンモール、風船を壁面に規則正しく配列したバルーンウォールなども使われる。
多くのバルーンでできた大きなキャラクターオブジェも丈夫な針金で骨組みを作り、大量のクラスターバルーンを取り付ければ製作は可能だが、滞りなく製作できるようになるためには多くの経験が必要である。
パレードの行進で走行する車両にまんべんなくバルーンデコレーションを施した山車はバルーンフロート、ヘリウムガスで浮かせた巨大な人気キャラクターをかたどった係留気球の手綱を多数の参加者が持ちながら行進するイベントはバルーンパレードといわれる。
ゴム風船によるバルーンデコレーションは屋外の直射日光や通風の多い場所など周囲の環境によっては半日であっても表面のつやを失いくすんでくるが、風船用つや出し剤のバルーンシャイン(Balloon shine)の使用により従来より長く風船のつやや発色を保つことができる。また数ヶ月程度の長期の展示用にはデコバルーンが用いられる。
バルーンアトラクション
バルーンを使い人々の心を引きつける特殊効果として、コンサートなどでは天井から観客席に大量に風船を降らせるバルーンドロップや巨大バルーン投入などのイベントの演出に使われている。また結婚式や祝祭イベントでは、くす玉代わりに使われるスパークバルーンや風船の中から人が登場するビッグバルーン（エアロバルーン）などの派手なバルーン演出がバルーンデコレーションと共に使われることも多い。
屋外では風船飛ばし（バルーンリリース）をはじめ、各種の係留気球やインフレータブルバルーンはイベント会場の雰囲気を盛り上げ、ふわふわなどのトランポリン遊具は子供に大人気である。また日本では多くないが、巨大な係留気球で人が浮揚するジャンピングバルーンや大量のバルーンで人が浮揚するクラスターバルーニング（Cluster ballooning）が行われることがある。 常設的なアトラクションとしては、ショッピングセンターなどの室内遊園地で、仕切られたスペースにたくさんの風船を舞わせるバルーン遊戯施設が日本国内に相次いで登場している。
風船ゲーム・科学実験
膨らましたゴム風船はゴム膜が伸びるエントロピー弾性によりエネルギーを蓄積することから、空気が抜けるときに物を動かす運動エネルギーを放出し、膨らましすぎたり押しつぶしたり、鋭利な物を刺してゴム膜が破れると割れて発音する一方、浮揚ガスを入れれば浮き、空気を入れれば風に翻弄され自由落下に反しゆっくり不規則に落ちたり、静電気を帯電しやすいなどゴム風船には多くの独特の特性を持つことから、コンピュータゲームを含め、風船を使うゲームのバリエーションは数多く（風船バレーや風船割りの項目も参照）、ニュースポーツのキンボールで使われる巨大で軽い布ボールの中にも空気を入れた大型のゴム風船が使われている。
一方それらの特性を生かした科学実験の動力源や実証実験の素材としてもよく用いられ、その一環で天然ゴム製品がゴム溶剤に溶けることを利用した柑橘系植物から抽出した天然溶剤リモネンで風船を割る実験や、CDのディスクにゴム風船を付けて遊ぶ風船ホバークラフトの実験工作も知られるようになった。
また化学実験では実験容器内を不活性ガスで置換する際の供給側ガス袋にも使われる。ゴム風船の内圧は大気圧（1atm=1013.25hPa）に加えゴム膜の縮む力により15 - 30hPa程度加圧されているが、風船の種類やゴム膜の伸び具合によっても大きく変化する。
そのほか黒いビニール袋を貼り合わせて作った巨大なバルーンに空気を入れ太陽熱で浮力を生み出すソーラーバルーン（太陽熱気球）は大型の科学実験の一つとして知られるほか、農業用ビニールシートを貼り合わせて作られた巨大バルーンに送風機で常時空気を入れて使われるシーバルク(Seabulk)は、子供達が中に入り遊ぶ遊具として児童福祉系のイベントに使われることがある。
バルーンマジック
ゴム風船を使った手品の総称。はさみで切ったゴム風船が元に戻る復活芸をはじめ、二重に入れた色違いのゴム風船に針を刺して割る色の変わる風船や、グラスなどに置いた風船が突然割れる手品や、針を突き刺しても割れない風船の手品、膨らました風船の中にコインを入れる手品、風船を割るとハトやワインボトルが出る手品、ツイストバルーンを飲み込んだように見せるバルーンドリンキングなど多くのバリエーションがある。
医療用途
医療ではカテーテルに特殊な微細のバルーンを付けたバルーンカテーテルにより大切開が不要な多部位の治療が多く行われている。また滲出性中耳炎の治療やダイビング初心者の耳抜き練習に鼻の片方をふさぎ、もう片方でゴム風船を膨らませるオトヴェント(OTOVENT)と呼ばれる自己耳管通気治療も行われている。富士山7合目の山小屋「大陽館」では高山病治療のために意識的に腹式呼吸を行うためにゴム風船を膨らませる風船治療が行われているという。そのほか過去にはゴム風船による風船ダイエットが痩身法の一つとして注目されたこともあった。
プロパガンダ
風船に政治宣伝や体制批判を目的としたビラ等をつけて飛ばす手法で、対立する国や地域へのプロパガンダが行われることがある。1960年代には日本の八重山諸島に毛沢東語録をくくりつけた風船がしばしば飛来。中国大陸から台湾へ向けた政治工作が行われていたと見られた。また、2020年までは韓国から北朝鮮に向けて体制批判のビラを載せた風船を飛ばす行為が行われていたが、北朝鮮側からの度重なる抗議や韓国国会で禁止法が成立したこともあり下火となった。
目的外用途の利用
ゴム風船に小麦粉などの粉体を入れて使うことがある。元々のゴム風船の大きさに小麦粉を入れた物は、独特の感触を楽しむことのできる小麦粉ふうせんといわれる手作り玩具になるが、粉を入れて膨らました物を割る行為は、テレビ番組の被害者となる出演者へのいたずら目的や罰ゲーム用の演出となる場合が多い。
罰ゲーム用の演出としては、この他に、ヘリウムや窒素ガスにホースをつなぎ、その先に風船をつけて体につけたり服の中に入れて割ったりするものもある。千丸などの巨大風船が使われると、衣服からはみ出して膨らんだり、衣服が避けることもあり、そういう演出をする場合もある。ただしこれらの場合皮膚に密着したり体に近かったりするため、ゴム風船が割れたときにゴム片が当たって痛みを生じたり、場合によってはミミズ腫れが起こることがある。
また膨らましたゴム風船やアドバルーンが各種立体物（球体の氷、ピニャータ、お面、バルーンシェード、かまくらの室など）の造型の際の型枠として使われる。
そのほか超人の呼吸器官の強靱さを誇示したり、大道芸のパフォーマンスの目的で、ゴム製の袋状製品（氷枕、ゴム手袋、医療用使い捨てゴム手袋など）を息で破裂するまで膨らませる行為が行われることもある。
葬儀では自然葬の散骨法のひとつで、バルーン葬という遺灰をガス風船に入れて飛ばし、上空で破裂させて散骨するものがある。
スポーツの応援で拍子木代わりに使うチアスティックという細長い風船が存在する。

## 航空機内への持込禁止について
ヘリウムガス入り風船（実際には気体あるいは液体を密封した風船全般）は、航空法施行規則の輸送禁止品の人に危害を与えるおそれのあるものとして航空機内への持込及び積載が禁止されており、一部のマイラーバルーンの中にはその旨が表記されている市販品やテーマパーク商品、販促配布品もある。
航空機へ持ち込む場合には事前に風船のガス抜きをする必要がある。ゴム風船の場合は、風船の口を解いてガス抜きを行う。マイラーバルーンの場合は、市販のストローをガス注入口から奥まで差し込むと中の逆止弁が開放され、ガス抜きを行うことができるものがある。
なお、バルーンショップで製作された空気やヘリウムガスの入った風船やバルーンデコレーションは、納品地への空輸での発送や高山を経由する陸路での発送は行なっていない。これは飛行機や高山経由による気圧の低下によるバルーンの破裂の恐れから、バルーンショップが商品の品質保証をできないためである。
ヘリウムガスなどのガスボンベ類も航空機の輸送禁止品の危険物の一種（高圧ガス使用商品）であることから航空便で送ることはできず、普通は陸便もしくは船便での輸送が行なわれる。

## 名入れ風船について
風船はコマーシャル玩具としての歴史が古い玩具[3]であり、富山売薬の子どもへのおみやげの企業名や商品名入りの紙風船は明治時代には登場しており、ゴム風船の名入れ技術も明治時代末期には日本国内で確立していた。一般に風船の名入れは最小納品ロットが設定され、判下代も別途請求されることが多い。
ゴム風船
ゴム風船の印刷方法は通常はゴムを溶剤で溶解し着色したゴム液をインクとして使用し、膨らましていない風船に人手で版を押す方法と規定サイズの8割程度に膨らました状態で人手あるいは専用の印刷機で押版する印刷する方法に大別されるが、後者の方が膨らましたときの印刷のゆがみが少なく、多面刷りや多色刷りが可能であるため現在の主流である。
また印刷のクオリティもオフセット印刷やシルクスクリーン印刷があり、前者は費用が安く短期納品が可能で販促用途に多用されている。また後者は印刷の仕上がりが精細である一方、コストもオフセット印刷に比べやや高めであるが大量ロットの納品によりそのデメリットも解消されることがある。また印刷面数が増え印刷色数が増えるほど高価になる傾向がある。ゴム風船のオリジナル印刷に用いられるゴム風船は球型とハート型が多いが、パンチボールやツイスターバルーン、ジェット風船などの印刷に対応できる業者もある。印刷の原稿は写真やグラデーションの入った物は向かず、白黒のハッキリした原稿が適しているが、極細の線などは印刷されにくい。
マイラーバルーン
マイラーバルーンはフィルムシートを貼り合わせた物であるためバルーンの形状にあまり影響を受けず、印刷の種類もグラビア印刷、フレキソ印刷、シルクスクリーン印刷など種類があり、業者によっては多色やカラー分解印刷にも対応し美しい仕上がりの商品を製作できる。また手持ちのインクジェットプリンターでシールに印刷し、マイラーバルーンに貼付して使う自作マイラーバルーン製作キットも市販されている。
紙風船
紙の素材が薄いため印刷にはそれなりの技術が必要とされる。紙風船（紙手鞠・角風船）は現在では製造メーカーが少ないが、製紙メーカーで紙風船の印刷に対応する業者がある。

## 歴史

### ゴム風船の歴史

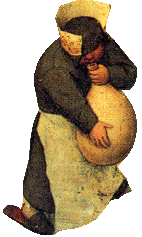
画家ピーテル・ブリューゲルの作品「子供の遊戯」（1560年頃）の中で、豚の膀胱は、人が膨らませている袋（写真）や川で泳ぐ人の浮き袋で使われている。

かつて、ゴム風船が普及する以前は動物の膀胱が球技や遊具、浮き袋などに使われており、サッカーやラグビーの球技もかつては膀胱ボールが使われている時代があった。また合成樹脂が開発されフィルムが製造される以前は動物の生体膜は有力な膜素材であり、金箔を打ち延ばしはがすのに用いるゴールドビーターズ・スキンをはじめ、科学実験で用いるガス袋に膀胱の袋が普通に使われたほか、かつての硬式飛行船の気嚢には水素ガスを詰めた大量の牛や羊の腸や膀胱が詰められていたほどである。しかし日本国内では豚を家畜として飼育する文化があった琉球（沖縄）地方を除くと膀胱ボールの遊技の歴史的文化はみられない。
ゴム風船は国家間の資源や製品の交流の増大を背景に、ゴム性能の高いゴム種の選定とプランテーションによるゴム原料の大量生産とともに、ゴム原料を実用的な製品にするための加硫・ゴム添加剤の開発や製法の技術革新、製造機械によるゴム製品の大量生産技術により今日の市場に大量に出回る玩具になっているといえる。その一方でゴム資源を大量に必要とするモータリゼーションを促した自動車産業の発展が玩具を普及に導く大きな原動力になったことは確かである。

### マイラーバルーンの歴史
始祖的なものとしては1940年代のアメリカのモーグル計画で使われたポリエチレン製気球がある。
またアメリカNASAが開発し1960年以降に打ち上げた風船状の受動型通信衛星のエコー衛星などがあるが、民生用としては1970年代後半にアメリカ・ニューヨーク・シティ・バレエ団の公演用で使用されたものが最初といわれている。
その後1977年にアメリカのパーティーグッズ販売のアムスキャン社（現在はその子会社となったアナグラム社）がマイラーバルーンを販売開始。また伸栄ゴム(現在のエス・エー・ジー・バルーン)など日本国内の企業も翌年には販売を開始し、日本では1980年代に縁日でUFO風船などの名称で販売され普及した。
またシューターバルーンは1980年代に江崎グリコの食品景品としてにわかに登場したことがあるが、今日観戦応援に用いられるものは1999年（平成11年）ごろ登場し2005年（平成17年）以降に本格的に普及した。

### 紙風船の歴史
折り紙の紙風船は江戸時代以前より作られており、また紙手鞠は興業イベントの便乗玩具として1891年頃に登場し、いずれも現在まで民芸玩具として長い生命を保っている。
火気により熱せられた空気で浮き上がる熱紙風船は古くからアジア各国の風習で行われており、ヨーロッパでは1783年のモンゴルフィエ兄弟が製作した熱気球が有人飛行に成功して以降、気球ブームで熱紙風船が市販され一般市民が購入したり自作をして昼夜を問わず飛ばされたため火災もまれではなかったといわれる[5]。また日本では1891年（明治24年）に風船乗り興業の影響で紙手鞠などとともに熱紙風船がブームとなったが火気を伴うために火災の恐れがありブームはすぐにすたれた[4]。
日本の秋田県仙北市（西木町上桧木内）で現在行われている紙風船上げの風習は江戸中期に平賀源内が伝えた物といわれ、戦争で行事が途切れたことがあったが現在の行事は1974年（昭和49年）に復活したものといわれている。
浮揚ガスを入れて使うものは第二次世界大戦の末期に日本国内から主にアメリカに向けて飛ばされた風船爆弾があるが、1990年（平成2年）に日本国内で起きた風船飛ばしの相次ぐ自粛の流れを受け、翌年以降環境風船として紙風船が再び脚光を浴びることになった。

## 露天商販売・駄菓子屋における風船販売
寺院の祝祭やお祭りなどに出店する的屋などによる露天商のゴム風船販売は古くから行なわれており、啖呵売をすることなく静かに販売を行なうコミセやオトナシミセの部類の露天商の一つである。　露天商用語ではゴム風船をチカ、それに派生しガス風船はアゲチカ、水ヨーヨーはスイチカ、棒付き風船はタテチカ、毛笛はナキチカ、棒でつり下げた風船はボウチカといわれるように、ゴム風船販売が露天商の取扱商品の一つのジャンルをなしていた。
かつての露天商におけるゴム風船販売では一般に、風船単体での販売は行なわれず、空気で膨らまして棒を付けたものや、ゴム風船の加工品の毛笛。水素やヘリウムなどの浮揚ガスを入れたガス風船のたぐいではリボンと女の子の顔が描かれた太陽柄の印刷ものや、鳥の形状や大きな二つの耳が特徴のウサギ風船など様々な形状の変形風船の販売が多く、職人的バルーン販売の的屋により特徴的なタコ顔の丸い風船の上部に細長い風船を巻き付けて作られたたこ風船も販売されていた。
この露天商販売のガス風船では、可燃性の水素ガスが昭和末期にかけてまで使われていたこともあり、古くは金属と反応させて水素を発生させる酸の入った硫酸瓶や化学反応させた水素を風船に入れるための反応瓶。後年には赤く色を塗られた水素ボンベがガス風船販売に付きものであった。
しかし、水素の発火の危険性は日本でも明治初期からすでに指摘されており、昭和30年代から50年代にかけての日本の高度経済成長下で、水素入りのガス風船やアドバルーンの発火爆発事故が多発し、消防署が「ガス風船がタバコなどの火を引き爆発するもの」として消費者に注意を促したことからガス風船の販売は減少。浮揚ガスの不燃性のヘリウムガスへの転換とともに1980年代には非ゴム素材のマイラーバルーンなども登場。
以降マイラーバルーンのデザインの多様性と性能向上による浮揚時間の長期化のメリットもあり、露天商におけるガス風船販売はゴム風船からマイラーバルーンが主流となった。1990年代にはタコ風船、2000年前後にはウサギ風船も姿を消し、太陽柄風船も作られてはいるものの露店では目にする機会は少なくなったが、その一方で露天商販売では現在ではバルーンショップの関係者もワゴン販売として露店販売に関わるケースも増えており、透明なTバルーンなどのマイラーバルーンの中にゴム風船を入れたバルーンアート的な商品が販売されることもある。
なお、棒付き風船はかつては露天商で販売されている時代もあったが、現在でもマイラーバルーンでは市販されるがゴム風船では販売用商品となることはほとんど無く、もっぱら薬局、スーパー、クリーニング店、家電販売店、金融機関、飲食店、雑貨店など小売販売店の店舗装飾やイベントの来客者への無料配布用に使われたり、街頭の募金活動の粗品として配布され、手渡しのほか発泡スチロールの板に棒が挿されたり、専用の柱状の什器に挿されていることも多い。
一方、駄菓子屋では初心者向けのバルーンアート用のツイストバルーンや専用のポンプも販売される店もあるが、一般には玩具用風船の取り扱いが多く、タイガー印ブランドの紙製の箱に入ったばら売り用のゴム風船や3個程度ビニール袋に入ったゴム風船、バルーンアートには向かない細長い風船やジェット風船、水玉風船などの取り扱いが多い。 その一方で1970年代には様々な形状のゴム風船が当たる風船くじも売られていたが、現在では販売されてはいない。

## 風船飛ばしに関して
1990年代初頭にかけて、落ちたゴム風船を野鳥が誤って食べて窒息死するなどの理由により、野外でのゴム風船の使用が減ったことがあったが、日本バルーン協会によれば、ラテックスを使用しているゴム風船は自然界で分解されるためにそのような事故が起きる可能性はきわめて低いとされる。
しかし欧米では、近年の複数の公的な環境調査により、日本近海にも生息し絶滅が危惧されるオサガメの死体調査で、40%近い個体の胃の中からプラスチック製品が見つかっており、胃の中から主食のクラゲと間違えて誤食したと思われるビニール袋のほか、風船、たばこやお菓子の包装、釣り糸なども多く見受けられ、ビニール袋のような膜状人工物を消化管に詰まらせたことが死因の可能性の高い個体も多く見つかっている。
また飛ばしたゴム風船の大体5 - 10%が破裂することなく原形をとどめたまま地上や海に落下するとみられているが、海岸に打ち上げられる漂流・漂着ごみとしてのゴム風船の近年の急増傾向も指摘されており、自然環境に大量に放出する行為は海鳥や海棲哺乳類などの野生生物の生命をも脅かすおそれがあるため、欧米ではビニール袋の投棄禁止とともに商業的な大量の風船飛ばしの行為に反対する生物学者、生物・鳥獣保護団体、環境保護団体、環境教育機関が少なくない。
またアメリカ、シンガポール、オーストラリアなどでは条例により商業目的の風船飛ばしの1日もしくは行為1回ごとの数量規制および超えた場合の罰金制度が行われている地域も存在する。
オーストラリア　クィーンズランド州では、一切禁止となった。
なお、日本バルーン協会は、野外で放すための風船はゴム風船等の自然素材の風船を用い、風船も分解しやすい糸や紙紐、紙製のリボンを用いて吹き口を留めるようにする事を推奨している。
イスラエルでは宣伝用の風船がレバノン南部まで到達し、住民が化学兵器と思いパニックとなったこともある。ヘブライ語の文字が印刷された薄い緑色で吹き口が互いに結ばれて10個を1組にしてあった。現地爆発物処理班により畑に移動後、爆破された。